# 경수연도
경수연도(慶壽宴圖)는 서울특별시 종로구 서울역사박물관에 있는, 조선 선조(宣祖)때 한성부우윤(漢城府右尹)을 제수 받은 이거(李遽, 1532～1608)가 1605년(宣祖 38년) 자신이 참여하는 계회(契會)에서 102세 된 자신의 모친 채씨부인(蔡氏夫人), 강신(姜紳, 1543～ 1615)의 83세 된 모친 윤씨부인(尹氏夫人)등 장수(長壽)를 누린 10여 명의 사대부가(士大夫家)대부인(大夫人)들을 위하여 잔치를 연 장면을 그린 것이다.이다. 2003년 12월 30일 서울특별시의 유형문화재 제173호로 지정되었다.

## 개요
이 화첩은 조선 선조(宣祖)때 한성부우윤(漢城府右尹)을 제수 받은 이거(李遽, 1532～1608)가 1605년(宣祖 38년) 자신이 참여하는 계회(契會)에서 102세 된 자신의 모친 채씨부인(蔡氏夫人), 강신(姜紳, 1543～ 1615)의 83세 된 모친 윤씨부인(尹氏夫人)등 장수(長壽)를 누린 10여 명의 사대부가(士大夫家)대부인(大夫人)들을 위하여 잔치를 연 장면을 그린 것이다.
이경석(李景奭,1595～1671)과 허목(許穆,1595～1682)의 序에 따르면 1603년(宣祖 36년) 춘 정월에 당시 예조참의(禮曺參議)로 있던 이거(李遽)의 모친 채씨부인(蔡氏夫人)이 만 100세가 되자 성인(聖人)의 치세(治世)에는 나이 많은 이들에게 은전(恩典)을 내려 주는 것이 마땅하다는 조정의 논의에 따라 선조(宣祖)가 찬문(贊文)을 내려주고 이거(李遽)에게 한성부우윤(漢城府右尹)의 벼슬을 제수하였다고 한다. 그 2년 뒤에는 연세가 70세 이상 되는 모친을 모시고 있는 대신들이 결계(結契)하고 잔치를 열기로 하였는데 선조(宣祖)가 각 도(道)에 특별히 명령을 내려 잔치에 필요한 물자(物資)와 악공(樂工)을 내려주면서 ‘경수연(慶壽宴)’이라는 잔치 이름까지 붙여 주었다고 한다. 따라서 계원들은 이 영광스러운 잔치의 장면을 그림으로 그려 자손에 전하게 했는데 이 때 그려진 원래의 그림이 병자호란 시 산실(散失)되자 이거(李遽)의 손자 이관(李灌)이 그 아버지 이문헌(李文憲)의 명을 받고 1655년(효종 6년)다시 제작한 것이라 한다.
그러나 本서울역사박물관 소장본은 1655년 재제작된 화첩 그 자체가 아니라 그 후 다시 제작한 것으로 보이는데, 그림 자체의 화풍이나 그림에 묘사된 병풍 속의 산수화의 화풍,화첩 제작방식,지질(紙質) 등 화첩에 사용된 재료의 성격 등으로 볼 때 그 시기는 대략 18c후반～19c초인 것으로 추정된다. 이 화첩은 행사의 절차와 방법을 적은 절목(節目)1面, 행사장면을 그린 그림 5面, 참가한 계원(契員)들의 관작(官爵)과 성명, 나이, 본관 등이 기록된 좌목(座目)5面, 이경석(李景奭)과 허목(許穆)이 화첩 제작 경위를 쓴 서(序)8面 등 총 19面으로 되어 있다.
本 서울역사박물관 소장 경수연도(慶壽宴圖)는 서(序),절목(節目),좌목(座目)등이 제대로 갖추어져 있어 화첩을 통해 ‘경수연(慶壽宴)’이 열린 경위,참석자의 면면,화첩 제작경위 등을 알 수 있고 나아가 당시 국가 차원의 연로자 우대풍속을 알 수 있는 등 역사적 사료로서의 가치가 크다. 그리고 행사장면을 그린 그림을 통해서는 화첩 제작당시의 건물의 모습과 잔치의 진행,의복과 장신구의 시대적 변화양상,잔치에 나온 악공과 악기의 규모 등도 확인해 볼 수 있다.

## 참고 문헌
- 경수연도 - 국가유산청 국가유산포털